# سیکلازودون
سیکلازودون (انگلیسی: Cyclazodone) یک داروی محرک است که بر روی دستگاه عصبی مرکزی عمل می‌کند و در دهه ۱۹۶۰ تولید و معرفی شد. این دارو با داروهایی همچون پمولین و ۴-متیل آمینورکس شباهت ساختاری دارد. این دارو در فهرست داروهای دوپینگ قرار دارد.